# Euschistospiza cinereovinacea
L'astrilde cenerina o amaranto cenerino (Euschistospiza cinereovinacea (Sousa, 1889)) è un uccello passeriforme della famiglia degli Estrildidi.

## Descrizione

### Dimensioni
Misura fino a circa 12 cm di lunghezza, coda compresa.

### Aspetto
Si tratta di uccelli dall'aspetto massiccio e paffuto, anche grazie ad ali e coda che appaiono (soprattutto le prime) relativamente corte e arrotondate: il becco è robusto e di forma conica.

La colorazione è prevalentemente grigio-ardesia su testa, dorso, petto e copritrici alari, mentre le remiganti sono di colore bruno-olivastro, ventre, sottocoda e coda sono neri, groppa e codione sono di colore rosso scuro: i fianchi sono invece di color rosso vinaccia, con una punteggiatura bianca. Il becco è nero, gli occhi sono di colore bruno-rossiccio con cerchio perioculare bluastro, le zampe sono di colore carnicino-grigiastro.

È presente un dimorfismo sessuale abbastanza evidente: le femmine hanno infatti colorazione più opaca rispetto ai maschi, in particolare il ventre e la gola sono più chiari, l'estensione del rosso dorsale è minore e sui fianchi la punteggiatura bianca è molto ridotta, se non assente.

## Biologia
Si tratta di uccelli diurni molto schivi, che vivono in coppie o in gruppetti di 3-4 individui, rimanendo nel folto della vegetazione nei pressi del suolo, pronti a nascondersi al minimo segnale di disturbo.

### Alimentazione
L'astrilde cenerina è un uccello essenzialmente granivoro, che si nutre perlopiù di piccoli semi di graminacee, integrando inoltre la propria dieta con bacche, frutta matura e piccoli invertebrati, principalmente insetti.

### Riproduzione
Non vi sono dati riguardanti la riproduzione di questi uccelli, tuttavia si ritiene che essa non differisca significativamente da quella di altre specie affini di estrildidi.

## Distribuzione e habitat

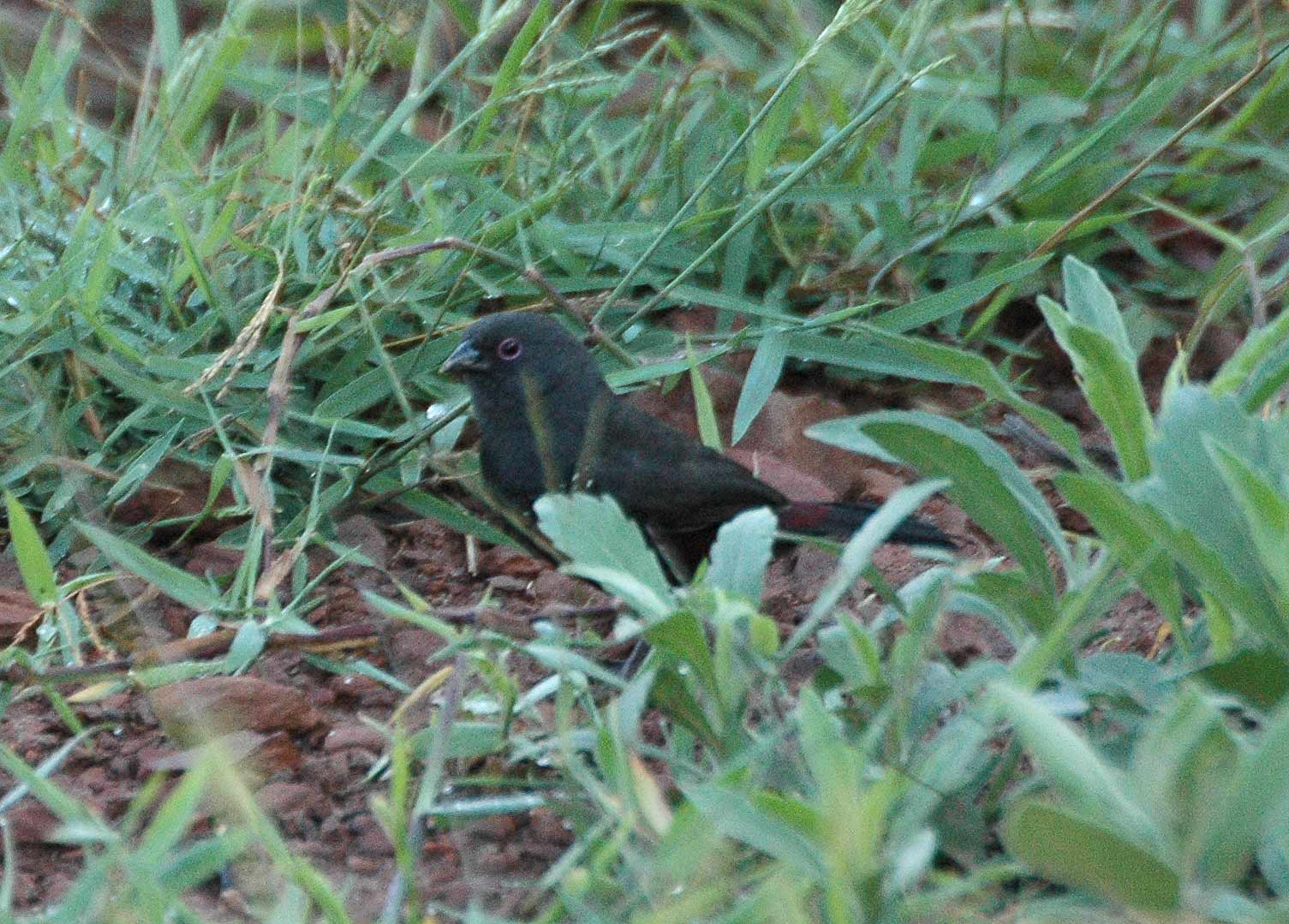
Un esemplare nel Parco nazionale impenetrabile di Bwindi.

L'astrilde cenerina è presente con due popolazioni distinte in Africa centrale: una popolazione è diffusa sugli altipiani dell'Angola centro-orientale, mentre un'altra è diffusa lungo la sponda occidentale del lago Tanganica e a nord fino all'Uganda sud-occidentale.
L'habitat di questi uccelli è rappresentato dalle aree erbose intervallate da zone boscose o cespugliose, fino a 2200 m di quota.

## Tassonomia
Se ne riconoscono due sottospecie:
- Euschistospiza cinereovinacea cinereovinacea, la sottospecie nominale, diffusa nella porzione orientale dell'areale occupato dalla specie;
- Euschistospiza cinereovinacea graueri (Rothschild, 1909), diffusa nella porzione orientale dell'areale occupato dalla specie;